# عبدالله احمد (روزنامه‌نگار)
عبدالله احمد (انگلیسی: Tan Sri Abdullah Ahmad؛ زادهٔ ۴ ژوئیه ۱۹۳۷-درگذشت ۱۲ ژوئیه ۲۰۱۶) نویسنده، روزنامه‌نگار و سیاست‌مدار اهل مالزی بود. پیش از آن وی سردبیر روزنامه نیو استریت تایمز مالزی بود.
در ۱۲ نوامبر ۲۰۰۳ او مقاله‌ای انتقادی دربارهٔ سیاست‌های عربستان سعودی پیرامون کمک به حملهٔ ایالات متحده به عراق نوشت. در واکنش به آن، دولت عربستان سعودی، تعداد سهمیهٔ حجاج مالزی را کاهش داد. در تاریخ ۲۱ نوامبر همان سال، او بدون اخطار قبلی به درخواست سازمان ملی مالایی‌های متحد، معروف به «آمنو» (اختصاری UMNO) و به دنبال شکایت سفیر عربستان سعودی در مالزی، از کار برکنار شد. آمنو اظهار کرد که عبدالله احمد رابطه نزدیک مالزی با عربستان سعودی را به خطر انداخته‌است.
پیش‌از برکناری، عبدالله احمد از نزدیکان به انور ابراهیم به شمار می‌رفت.
وی تحصیل‌کردهٔ دانشگاه کمبریج و دانشگاه هاروارد (۱۹۸۲–۱۹۸۵ میلادی) بود.